# 546
546 (DXLVI) je bilo navadno leto, ki se je po julijanskem koledarju začelo na ponedeljek.

## Dogodki
- Langobardi se preselijo iz Moravske v Panonijo.